# Az oxfordi évem
Az oxfordi évem (eredeti cím: My Oxford Year) 2025-ös amerikai romantikus filmvígjáték, amelyet Allison Burnett és Melissa Osborne forgatókönyvéből Iain Morris rendezett, Julia Whelan Egy év veled című regénye alapján. A főbb szerepekben Sofia Carson, Corey Mylchreest, Dougray Scott és Catherine McCormack látható.
Az Amerikai Egyesült Államokban és Magyarországon 2025. augusztus 1-jén mutatta be a Netflix.

## Cselekmény
Egy fiatal amerikai lány, Anna Nagy-Britanniába költözik, hogy megvalósítsa álmát és az Oxfordi Egyetemen tanuljon. Nagyon motivált és határozottan követi célját. Ott azonban találkozik az irodalomkurzusát vezető Jamie-vel, aki felborítja a terveit.

## Szereplők
| Szerep                         | Színész             | Magyar hang         |
| ------------------------------ | ------------------- | ------------------- |
| Anna De La Vega                | Sofia Carson        | Kanyó Kata          |
| Jamie Davenport                | Corey Mylchreest    | Szatory Dávid       |
| William Davenport, Jamie apja  | Dougray Scott       | Kőszegi Ákos        |
| Antonia Davenport, Jamie anyja | Catherine McCormack | Igó Éva             |
| Charlie Butler                 | Harry Trevaldwyn    | L. Nagy Attila      |
| Ridley                         | Hugh Coles          | Katona Péter Dániel |
| Cecelia Knowles                | Poppy Gilbert       | Pájer Alma Virág    |
| Laura                          | Nia Anisah          | Varga Lili          |

### Magyar változat
- Magyar szöveg: Varga Éva
- Hangmérnök: Kertész Bertalan
- Vágó: Sári-Szemerédi Gabriella
- Gyártásvezető: Kincses Tamás
- Szinkronrendező: Majoros Eszter
- Produkciós vezető: Kónya Andrea

A szinkront a Mafilm Audio Kft. készítette el.

## A film készítése

Magdalen College (Oxford)

A filmet Allison Burnett és Melissa Osborne forgatókönyvéből Iain Morris rendezte, aki Julia Whelan azonos című regényéből merített ihletet. Laura Quicksilver és George Berman (Temple Hill Entertainment) voltak a producerek; a film a Netflix streaming-szolgáltatáson jelent meg.

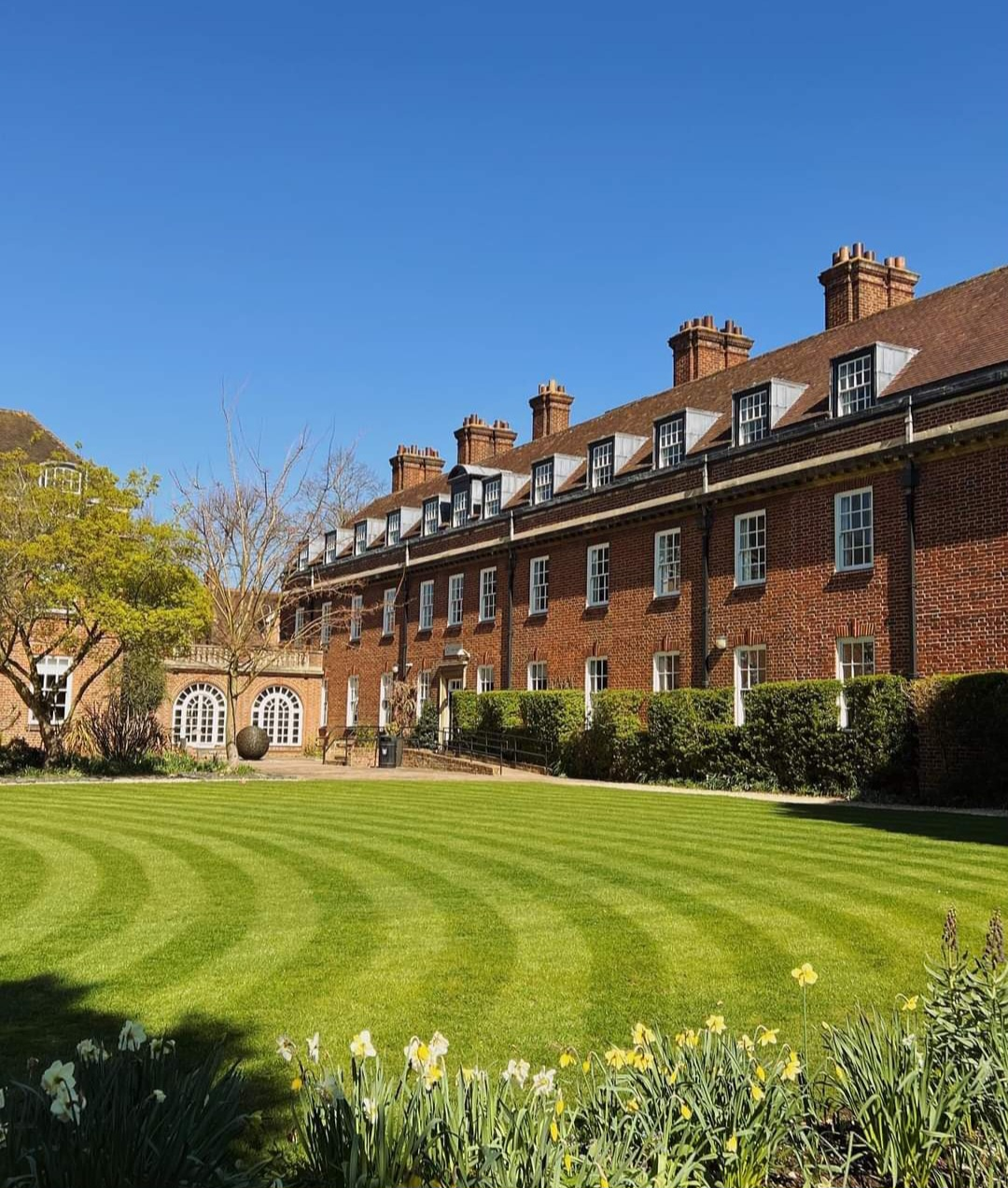
St Hugh's College (Oxford)

A főszerepet Sofia Carson és Corey Mylchreest kapta meg. A további szereplőket Dougray Scott, Catherine McCormack, Harry Trevaldwyn és Hugh Coles alkotja.
A forgatás 2024 szeptemberében zajlot Angliában. A forgatási helyszínek között szerepelt az Oxfordi Egyetem épületei – Magdalen College, St Hugh's College és Hertford College, valamint Windsor.
A filmzenét Isabella Summers, a Florence + the Machine tagja komponálta. Carson korábban a 2025-ben a Netflixen megjelent Álomlista című irodalmi adaptációban volt látható. A Bíbor szívek (2022) után másodszor vállalt vezető produceri feladatot, emellett a film zenéjének elkészítésében is részt vett. Corey Mylchreest a Netflix Sarolta királyné – Egy Bridgerton-történet című minisorozatában George király szerepét alakította.